# Alkonost
Een Alkonost (Russisch: алконост, алконос) is een mythisch wezen uit de Slavische mythologie. 
Het is een vogel met een vrouwengezicht. De naam komt van de Griekse halfgodin Alkyone, een van de Pleiaden. Volgens de mythe is Alkyone door de goden in een ijsvogel met een vrouwengezicht veranderd. De wezens planten zich voort door eieren aan de kust te leggen, die ze vervolgens in het water rollen. Dan blijft de zee zes of zeven dagen rustig. Als de eieren daarna uitkomen, volgt er een hevige storm. In het Russisch Orthodoxe geloof personificeert Alkonost de wil van god. Ze woont in het paradijs, maar kan afdalen naar de aarde om een goddelijke boodschap over te brengen. Haar stem is zo zoetgevooisd dat iemand alles vergeet zodra hij haar stem heeft gehoord. 
Alkonost vertegenwoordigt, afgezien van apocriefe varianten, het goede en brengt geluk. Zij is daarmee min of meer een tegenhanger van Sirin.

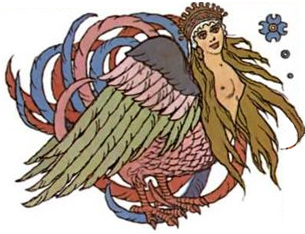
Schilderij met Alkonost van Ivan Bilibin
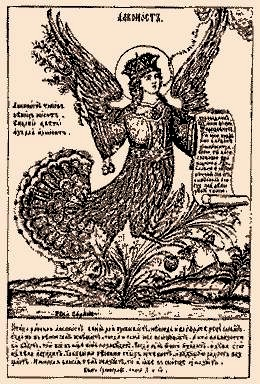
Ansichtkaart, 1908
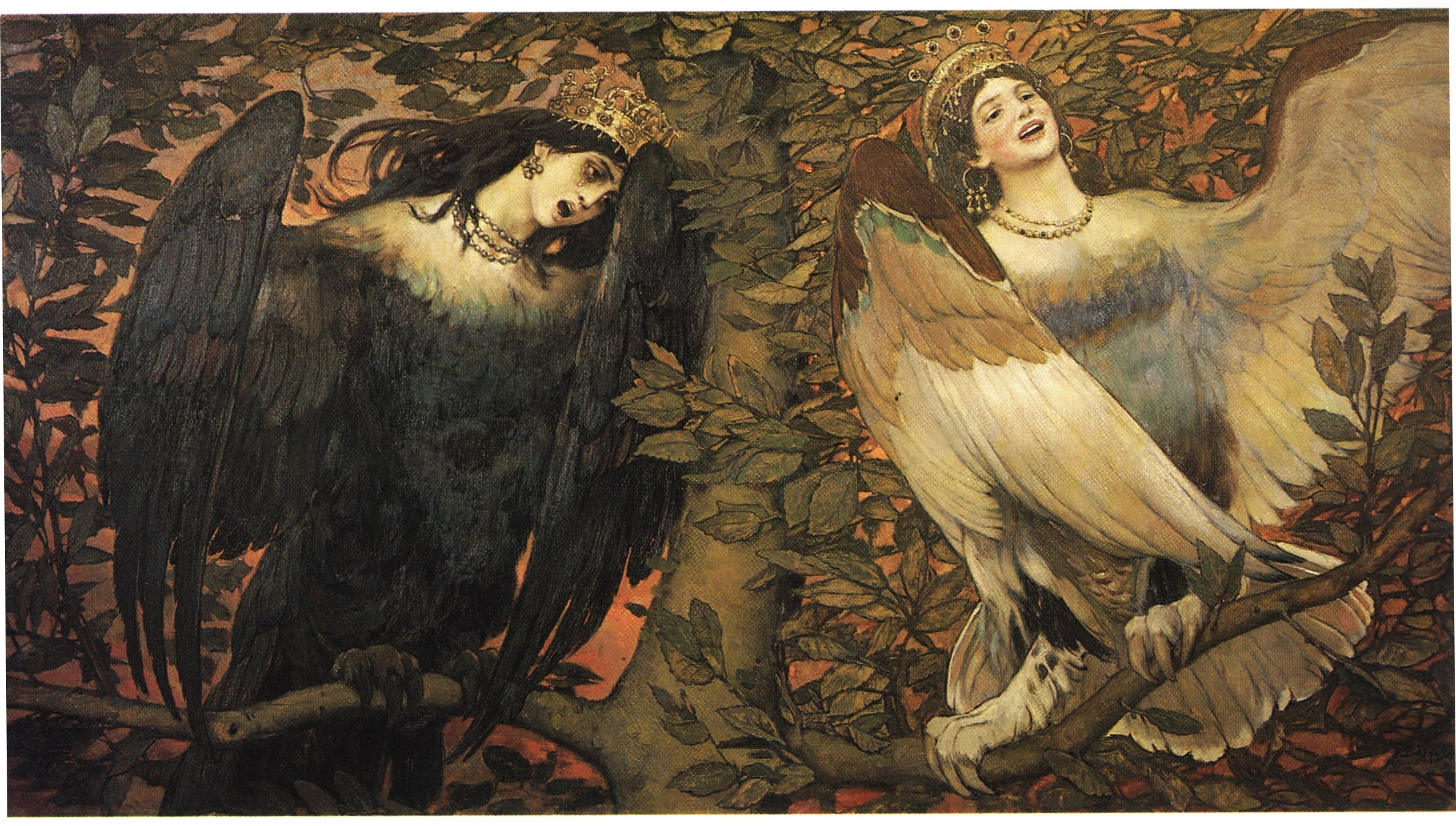
Schilderij van Viktor Vasnetsov (1896) met links een Sirin en rechts een Alkonost